# Санта Марија (река у Калифорнији)
Санта Марија (енгл. Santa Maria River) је река која протиче кроз САД. Дуга је 39 km. Протиче кроз америчку савезну државу Калифорнију. Улива се у Тихи океан.